# Grauves

Grauves este o comună în departamentul Marne, Franța. În 2009 avea o populație de 671 de locuitori.